# مشلة (السعودية)
مشلّة هي بلدة تقع شرقي المملكة العربية السعودية، وتقع بلدة مشلة غرب محافظة قرية العليا، وهي من أقدم المراكز فيها، إذ تأسست عام 1385 هـ، وتبعد عنها 87 كم، وتتميز بموقعها الجغرافي وهو المركز الذي يربط محافظة قرية العليا بحدود محافظة النعيرية من الجهة الجنوبية الشرقية.